# Agonocryptus varus
Agonocryptus varus är en stekelart som först beskrevs av Brulle 1846.  Agonocryptus varus ingår i släktet Agonocryptus och familjen brokparasitsteklar. Utöver nominatformen finns också underarten A. v. nigrifemur.